# 興達港

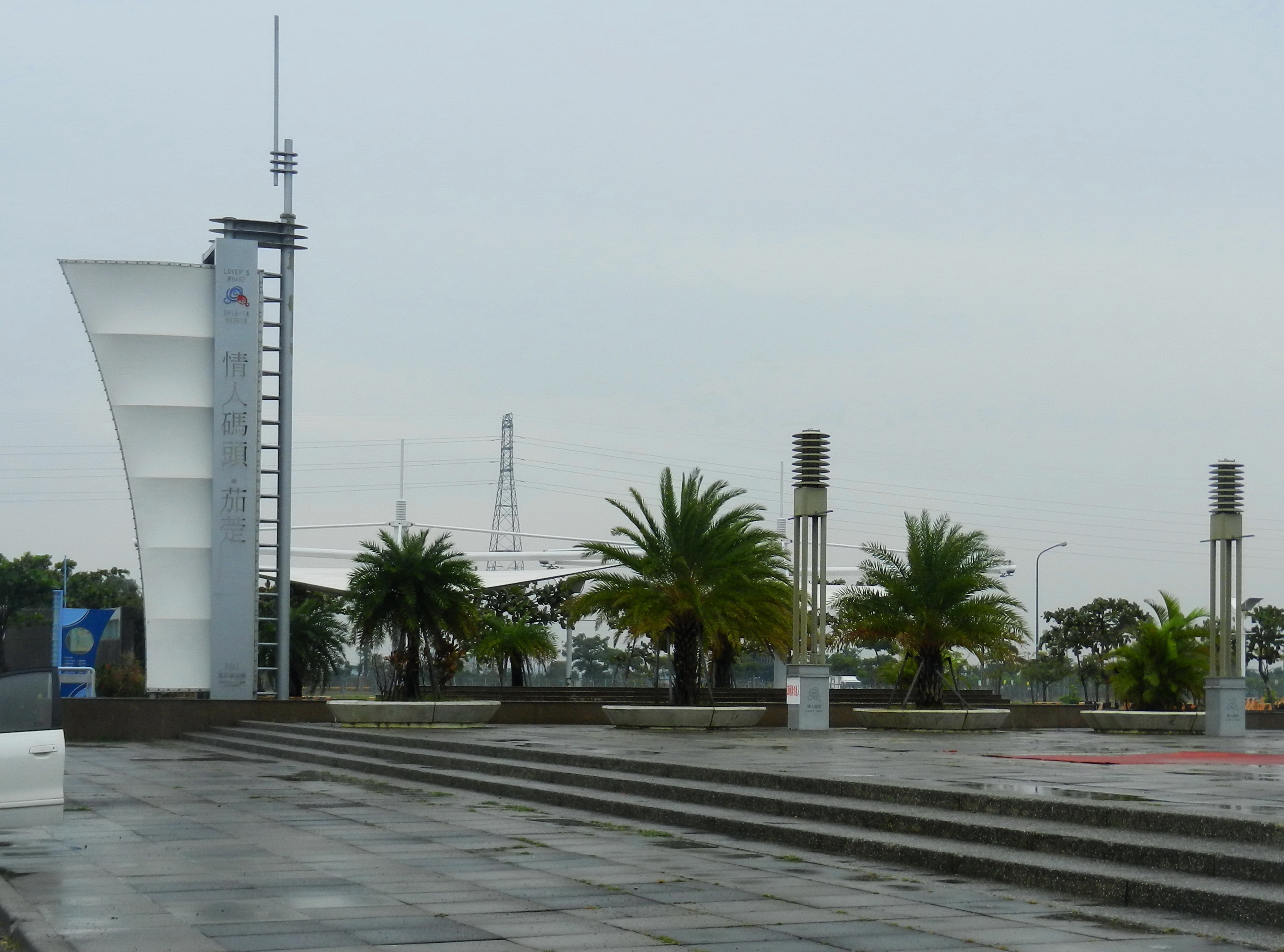
情人碼頭

興達港，在地稱為新北港仔（Sin-pak-káng-á），為位於台灣高雄市茄萣區、台17線濱海公路旁，佔地約5公頃左右，又稱興達漁港，屬於台灣的第二類漁港，為荷、清文獻所記載蟯港內海的遺跡，1977年開闢近海漁港和1997年啟用遠洋漁港，除了停泊船隻外，也設有魚市場。
目前分成四個區域開發，分別是「近海泊區」、「海洋觀光遊憩區」、「修造船產業區」及「海洋科技產業創新專區」。

## 漁港潮位
| 單位 | 最高潮位 | 大潮平均高潮位 | 平均潮位 | 大潮平均低潮位 | 最低潮位 |
| ---- | -------- | -------------- | -------- | -------------- | -------- |
| 公尺 | +2.50    | +0.87          | +0.63    | +0.36          | -0.31    |

## 相關單位
- 海洋委員會海巡署南部分署
- 國家船模實驗室（興建中）

## 週邊
- 興達發電廠

## 外部連結
- 興達漁港 - 高雄市政府海洋局 （页面存档备份，存于）
- 興達港(情人碼頭) - 高雄旅遊網 （页面存档备份，存于）
- 興達港觀光魚市 - Tripadvisor （页面存档备份，存于）
- 興達港觀光漁市的Facebook專頁